# Damodar K. Mavalankar
Damodar K. Mavalankar (1857 – ?) blev født i byen Ahmedabad,i Indien, September 1857. . Han blev født ind i den Brahminske familie Karhâda Mahârashtra. Det var en velhavende indisk familie. Ud over at han lærte den Brahminske religions principper af hans fader fra barnsben, så modtog han også en meget god engelsk uddannelse.
I 1879 mødte han Henry Steel Olcott og Madame Blavatsky i Bombay, kort tid efter at de havde etableret det Teosofiske Samfund's midlertidige hovedkvarter på stedet. Damodar blev medlem omkring august 1879, og opgave sin kaste, og i 1880 blev han officielt Buddhist da han var i Sri Lanka sammen med 
Henry Steel Olcott og H. P. Blavatsky. Hans handlinger blev ikke videre velmodtaget i hans familie og førte til en konflikt, da de ønskede ham hjem til Indien igen og til hans kone, der efter indisk skik var blevet betroet han i hans barndom, eller så måtte han møde konsekvensen af at blive strøget fra familiens testamente. Som en respons på dette opgav Damodar en indkomst på 50.000 indiske rupier der var sat af til hans fremtidige kone, og fortsatte sit arbejde for Det Teosofiske Samfund.
Han fortsatte sit arbejde på denne måde ind til 1885, hvor han rejste til Tibet for at opsøge en af de teosofiske Mestre. Mesteren K.H., som Damodar sagdes at samarbejde med for den teosofiske sag. Hans rejse sigtede imod mestrenes bolig i Tibet..
Damodar's sidste ord til verden var følgende ord, som var nedfældet i hans egen private dagbog som han overgav til nogle rejsefæller kort før han fortsatte sin rejse mod Tibet. Dagbogen findes så vidt vides i dag i Det Teosofiske Samfund's hovedkvarter i Adyar, Indien.
Damodar's sidste officielle ord skrevet på vejen til Sikkim var fra 1885:
"Tog bhat [ris] her til morgen, og fortsatte alene fra Kabi, sender mine ting tilbage sammen med arbejderne til Darjeeling."
Men senere skrev H. P. Blavatsky:
I et brev jeg modtog fra Damodar i 1886, notificerede han mig om at Mestrenes indflydelse hver dag blev svagere og svagere i Adyar; og at de dagligt blev præsenteret på et lavere niveau en "andenrangs Yogier," og benægtet af nogle, mens de som var forblevet loyale og troede på dem, frygtede at udtale deres navne. Til slut tilskyndede han mig meget stærkt til at vende tilbage, og sagde at Mestrene selvfølgelig ville se til at mit helbred ikke skulle lide under det. Jeg skrev i denne forbindelse til Oberst Olcott, og bønfaldt ham om at lade mig vende tilbage, og lovede at jeg om nødvendigt ville leve i Pondicherry, hvis min tilstedeværelse var uønsket i Adyar. Til dette fik jeg det håbløse svar at ikke førend at jeg vendte tilbage, så ville jeg blive sendt til Andaman øerne som en Russisk spion, noget som Oberst Olcott efterfølgende selvfølgelig fandt ud af var absolut usandt. Den parathed hvormed sådan et frugteløst påskud for at holde mig fra Adyar blev valgt, viser i de klareste kulører den utaknemmelighed blandt de som jeg har givet mit liv og helbred for.
Og d. 5. juni 1886, skrev Tukaram Tatya, en Bombay teosof, til H. S. Olcott for at eftersøge Damodar's skæbne. Da Olcott modtog brevet to dage senere, der fandt han at Mester KH havde tilføjet en besked i hans velkendte håndskrift i brevet mens der var på vej:
Den stakkels dreng har haft hans fald. Før han kunne stå i 'Mestrenes' nærværelse måtte han undergå de hårdeste prøvelser som en neofyt nogen sinde har gennemgået, for at råde bod på de mange tvivlsomme handlinger som han over-ivrigt havde taget del i, og derved havde bragt skam over vores hellige videnskab og dens adepter. Den mentale og fysiske lidelse var for meget for hans svage legeme, som var blevet meget udmattet, men han vil komme sig med tiden. Det bør være en advarsel til jer alle....For at åbne mysteriernes porte så må i ikke kun lede det mest retskafne liv, men også lære at skelne sandhed fra falskhed. 
I april 1890 skrev Blavatsky et åbent brev til 'Mine AryaVarta Brødre', og forklarede hvorfor hun ikke vendte tilbage til Indien. Hun sagde mens hun refererede til TS' rolle i Indiens opvågning:
Mest vigtigt af alt, så har mindst en blandt jer draget fuld fordel af [TS]; og hvis Samfundet aldrig havde givet Indien andet end den fremtidige Adept (Damodar) som nu har muligheden for at blive en Mahatma en dag, på trods af kali Yuga, så vil dette alene være beviset på at Samfundet ikke var grundlagt forgæves i New York og overført til Indien forgæves.
Hvad er yderligere præcist blev af Damodar K. Mavalankar vides ikke. Han viste sig tilsyneladende ikke mere i hans velkendte fysiske skikkelse i Indien. Men hans magiske evner synes der aldrig blandt teosofferne at have hersket tvivl om, samt hans evne til at kontakte mestrene ved at tage på det teosfferne kalder astralrejse.